# Bonfeld

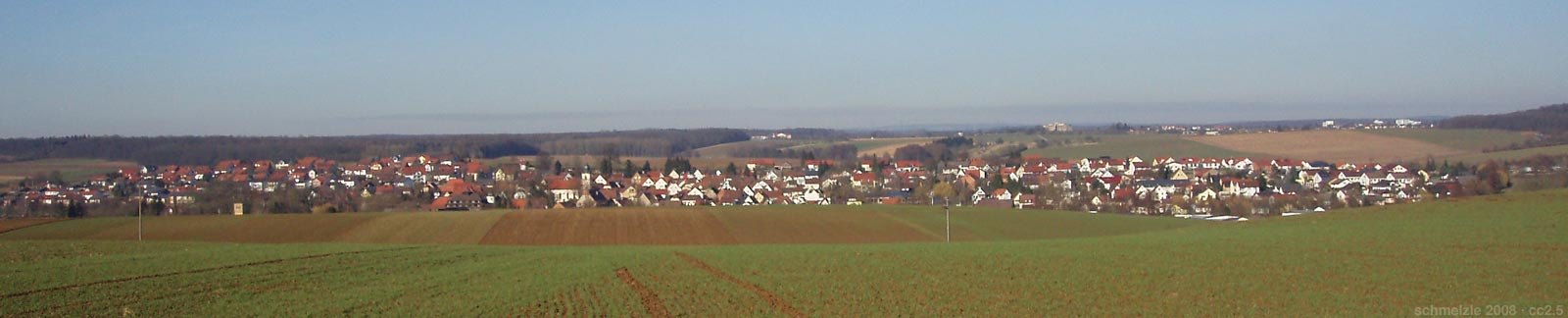
Bonfeld von Süden

Bonfeld ist ein seit dem 1. November 1973 zur Stadt Bad Rappenau gehörendes Dorf im Landkreis Heilbronn im nördlichen Baden-Württemberg. Vom 15. bis ins frühe 19. Jahrhundert lag die Grundherrschaft bei den Herren von Gemmingen, die dort mehrere Schlösser errichteten und deren Bautätigkeit bis heute das Gesicht des rund 1800 Einwohner zählenden Ortes prägt.

## Geographie
Bonfeld liegt inmitten von Feldern in der Hügellandschaft des nordöstlichen Kraichgaus rund sechs Kilometer westlich des Neckars und rund drei Kilometer südlich des Hauptortes Bad Rappenau. Südlich der Siedlungszone des Ortes durchquert der Böllinger Bach die Gemarkung, der bei Neckargartach in den Neckar mündet. Zu Bonfeld zählen die am Böllinger Bach gelegenen Wohnplätze Obere Mühle und Untere Mühle, außerdem der südlich davon auf einer Anhöhe liegende Eichhäuser Hof.
Nachbarorte von Bonfeld sind, beginnend im Norden, im Uhrzeigersinn Bad Rappenau, Bad Wimpfen, Biberach, Kirchhausen und die Bad Rappenauer Ortsteile Fürfeld, Treschklingen und Babstadt.

## Geschichte

### Frühe Geschichte

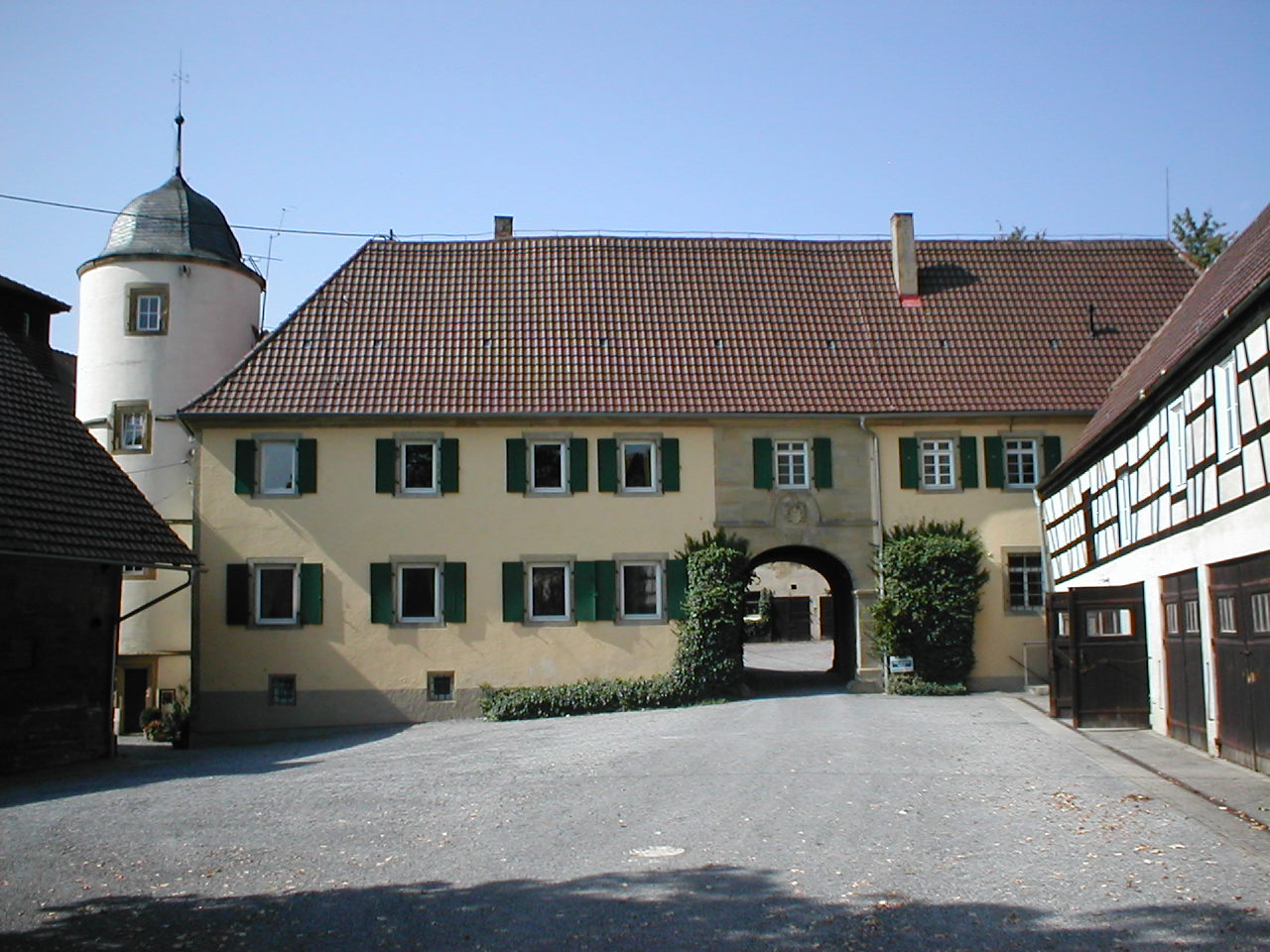
Bonfeld. Wirtschaftshof des Oberen Schlosses mit Wasserturm um 1565

In der Römerzeit (bis 260 n. Chr.) bestand in Bonfeld im Gewann „Breitloch“ eine Villa rustica, deren Überreste bei Bauarbeiten 1851/52 entdeckt, 1855 beschrieben und 1896 ins Lapidarium nach Stuttgart überführt wurden. Das einst dicht bewaldete Gebiet gehörte zum Versorgungsbereich des Kastells Wimpfen im Tal. Nach dem Abzug der Römer wurde die Gegend lose von Alamannen besiedelt, nach dem Jahr 500 begann dann eine systematischere Siedlungsgründung durch die Franken. Siedlungsfunde aus fränkischer Zeit im 8. Jahrhundert stammen von der in einer Urkunde König Ludwigs aus dem Jahr 856 erwähnten Siedlung villa Eichusa (Eichhäuser Hof), die sich auf dem südlich des Ortes gelegenen und heute von der A 6 durchschnittenen Eckberg befand. Bonfeld selbst ist eventuell mit einer bereits 765 bezeugten Siedlung Branfelde identisch, der früheste gesicherte Nachweis des Ortes stammt jedoch erst aus dem Jahr 1208, als ein Otto von Bonvelt als Zeuge in einer Urkunde des Bischofs Heinrich von Straßburg erwähnt wird. Der Ortsname bedeutet möglicherweise Baumfeld und könnte Hinweise auf den gerodeten Waldbestand geben, oder aber Bannfeld, das Feld eines Grundherren.
Die Herren von Bonfeld waren vermutlich Reichsministeriale und verwandt mit den Herren Frey von Treschklingen, die in Bonfeld ebenfalls Güter besaßen. Während die Herren von Bonfeld bereits im 14. Jahrhundert ausstarben, hatten die Frey dort weiterhin Besitz. Im frühen 15. Jahrhundert erlangten auch die Herren von Helmstatt Besitz in Bonfeld. Ein Raban von Helmstatt empfing den Ort mit Ausnahme des Frey'schen Besitzes 1445 vom Hochstift Worms als Mannlehen, verkaufte die Hälfte des Dorfes jedoch bereits 1451 an seinen Vetter Konrad von Ehrenberg. Über die Erbauer der damals bereits bestehenden Burg ist nichts bekannt.

### Besitz der Herren von Gemmingen 1476–1803

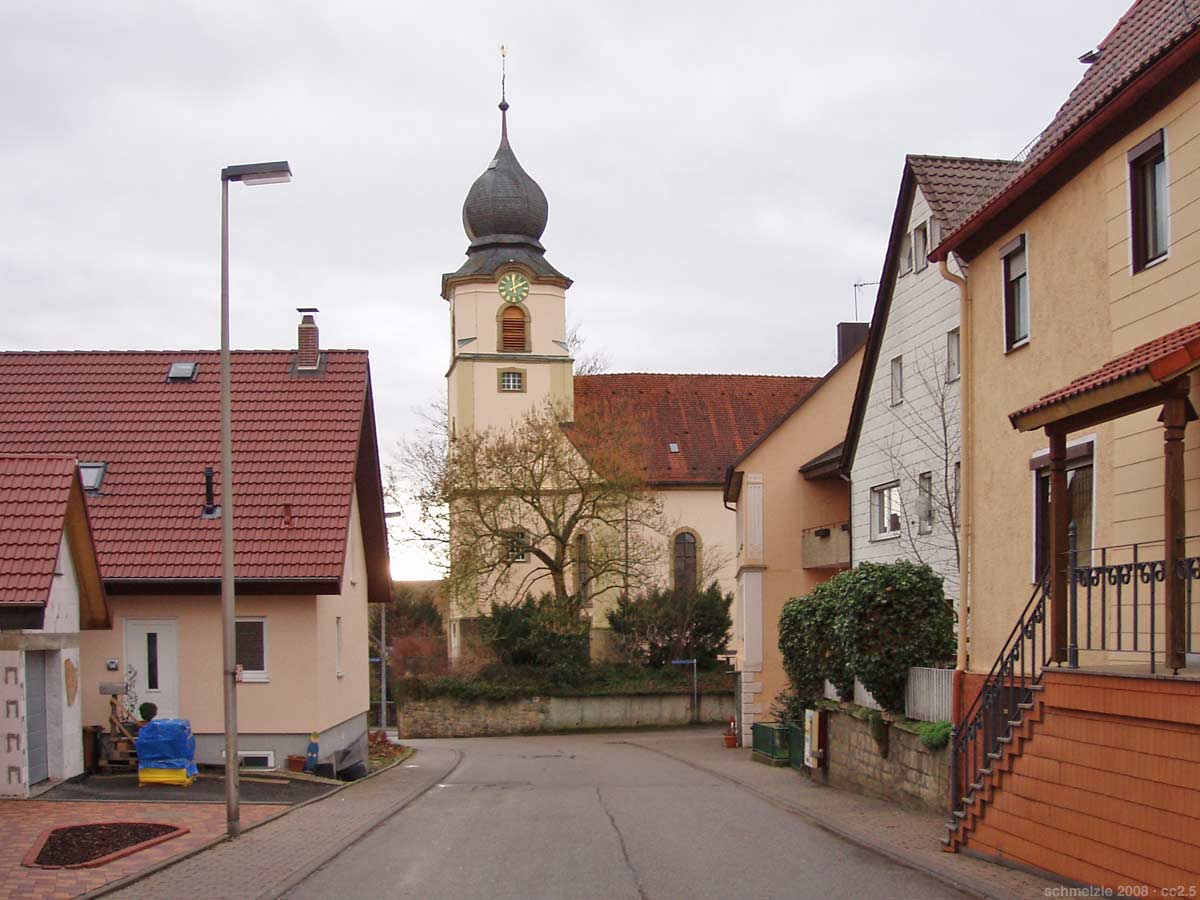
Blick zur Evangelischen Kirche

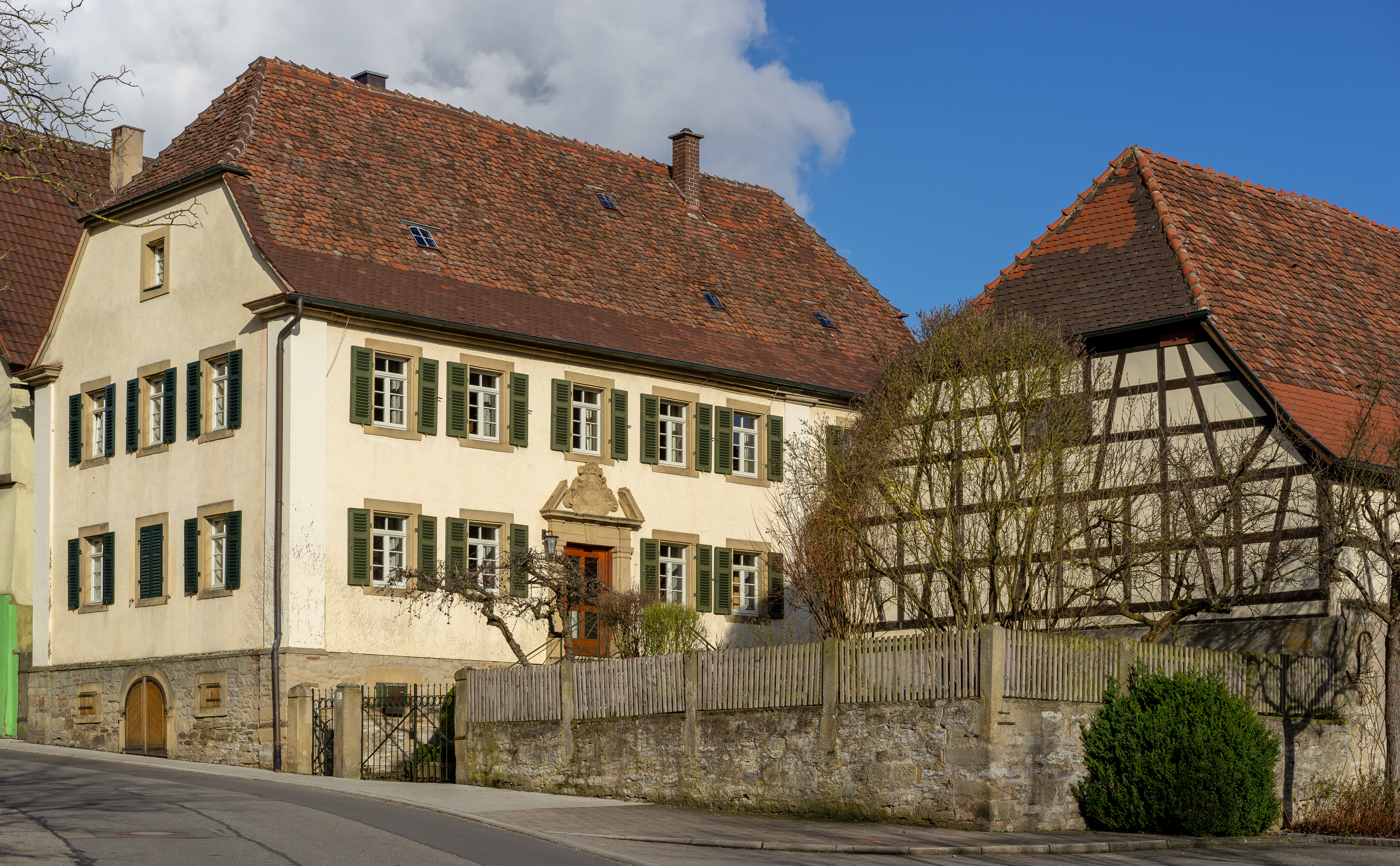
Ehemaliges Pfarrhaus mit Pfarrscheune

1476 erwarb Hans der Reiche von Gemmingen-Guttenberg durch seinen Sohn Pleikard († 1515) Burg und Dorf Bonfeld. Pleikard erhielt 1483 auch das Lehen förmlich übertragen. 1513 zählte Bonfeld etwa 350 Einwohner. Mit einem Vertrag vom 1. Februar 1518 teilten Pleikards Söhne, die Brüder Dietrich († 1526), Wolf († 1555) und Philipp († 1544), das Erbe ihrer Eltern, wobei Dietrich neben Burg Guttenberg mit allen Zugehörungen auch Burg und Dorf Bonfeld mit Zugehörungen und Nutzungen, dazu Besitzanteile in sieben weiteren Dörfern erhielt.
Von 1564 bis 1568 wurde unter Dietrichs Sohn Philipp dem Weisen (1518–1571) neben der mittelalterlichen Burg ein Renaissance-Wasserschloss errichtet. 1570 erhielt Bonfeld von Kaiser Maximilian II. das Marktrecht. Nach dem erbenlosen Tod von Philipps Sohn Weirich 1574 kamen Burg und Ort Bonfeld an Pleikard von Gemmingen (1536–1594), der 1593 von Rudolf II. die Hohe Gerichtsbarkeit über den Ort erhielt. Im Jahr 1622 wurde der Ort im Umfeld der Schlacht bei Wimpfen von Tillys Truppen geplündert, 1634 erfolgte eine abermalige Plünderung durch schwedische und kaiserliche Truppen. Nach dem Aussterben verschiedener Familienzweige fanden im späten 17. Jahrhundert einige Erbteilungen des Gemmingenschen Besitzes in Bonfeld statt, die in mehreren Fällen durch das Los entschieden wurden. Der Besitz war alsbald zersplittert, mit weiteren Gemmingenschen Gütern wie Burg Guttenberg oder dem Dammhof verbunden und auf die Zweige Gemmingen-Bonfeld und Gemmingen-Guttenberg aufgeteilt. Zeitweise bestanden zwei Ämter und zwei Amtleute am Ort, bevor der Bonfeld 1766 vollständig im Besitz der Linie Gemmingen-Guttenberg war. Nach Kondominatsverwaltung erfolgte 1773 eine Erbteilung, in Folge der sich die Linien Oberschloss und Unterschloss ergaben.
Das Renaissance-Schloss wurde im Dreißigjährigen Krieg verwüstet, 1718 größtenteils abgerissen und an seiner Stelle unter Franz Reinhard von Gemmingen ein später Altes Schloss genanntes Herrenhaus errichtet. 1748 begannen Reinhard, Philipp und Karl Reinhard von Gemmingen mit dem Bau des Oberen Schlosses an der Stelle der mittelalterlichen Burg. Von 1773 bis 1775 wurde die oberhalb des Schlosses gelegene mittelalterliche Kirche durch einen frühklassizistischen Kirchenneubau ersetzt. Ludwig Eberhard von Gemmingen-Guttenberg erbaute südlich des Oberen Schlosses auf einer verfüllten Seefläche von 1784 bis 1787 das Untere Schloss, während das zwischen Ober- und Unterschloss liegende Alte Schloss von 1718 in der Meierei des Oberschlosses aufging. Durch die rege Bautätigkeit im 18. Jahrhundert (unter anderem entstanden auch 1752 ein Pfarrhaus und 1794 die Zehntscheuer) gewann Bonfeld mit dem großen Schlosskomplex, an den sich nach Westen Schlossgärten und nach Nordosten die bäuerliche Dorfsiedlung anschlossen, ein völlig neues, von Barock und Frühklassizismus geprägtes Gesicht. 1795 wurden 932 Einwohner gezählt.

### Selbstständige Gemeinde ab dem 19. Jahrhundert

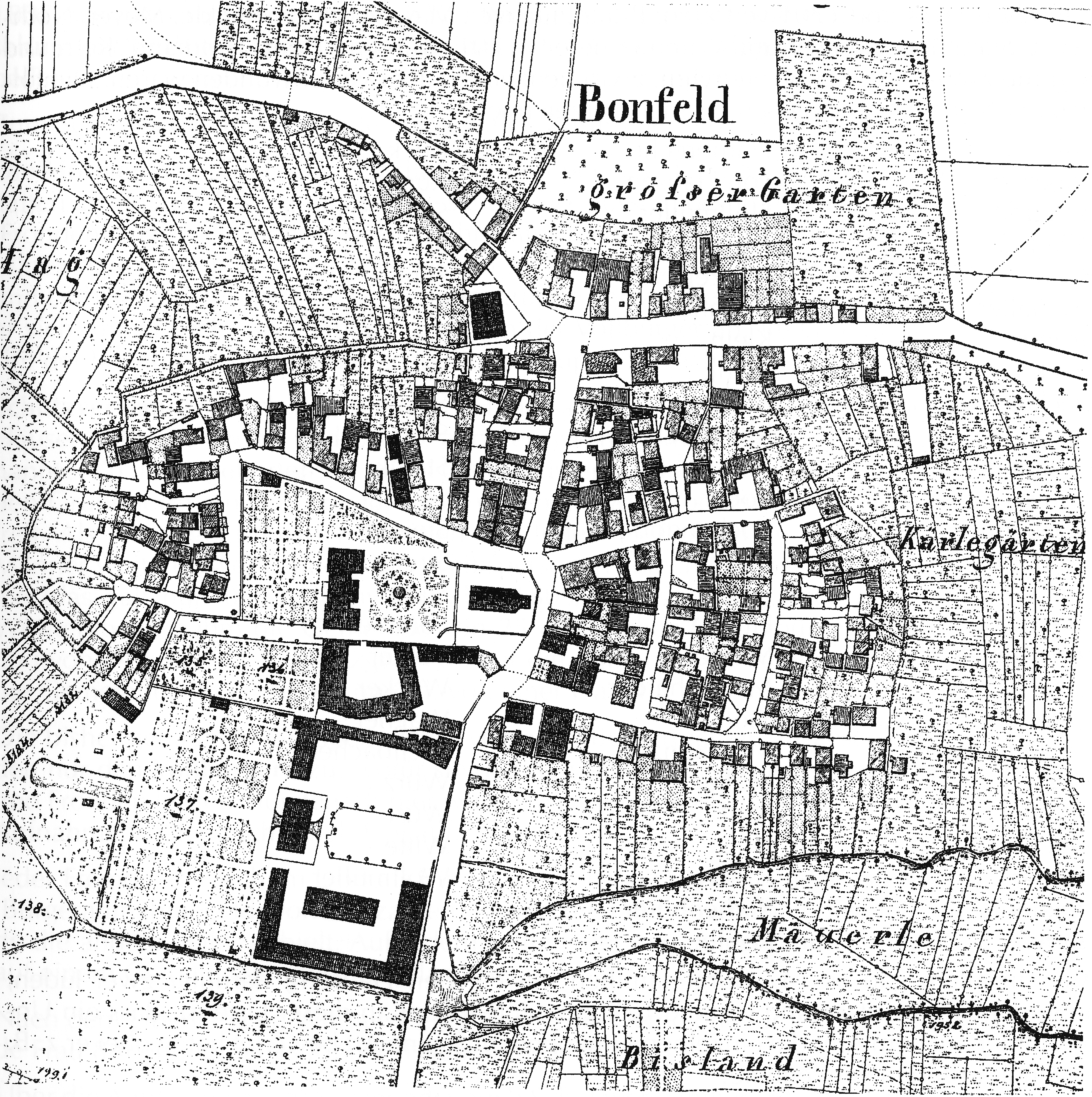
Ortsplan aus dem 19. Jahrhundert, wohl um 1830

Die Oberlehensherrschaft des Bistums Worms endete im Jahr 1802. Bonfeld fiel nach dem Reichsdeputationshauptschluss von 1803 zunächst an den Landgrafen von Hessen-Darmstadt und durch die rheinische Bundesakte von 1806 als selbstständiger Ort an das Königreich Württemberg, in dem es zunächst zum Oberamt Kirchhausen, ab 26. April 1808 zum Oberamt Heilbronn gehörte. 1822 erwarb die Gemeinde das frühere Gasthaus Rößle und nutzte es künftig als Rathaus, 1860 konnte das Gebäude zweckdienlicher umgebaut werden.
In württembergischer Zeit hatte Bonfeld zunächst, besonders in der Zeit der Befreiungskriege von 1813 bis 1815, Einquartierung von Soldaten und Kriegsgefangenen zu erdulden. Der Ort zählte 1814 rund 1150 Einwohner. Der Einwohnerstand erreichte 1845 mit rund 1450 Einwohnern einen Höchststand, war dann aber bis kurz vor dem Zweiten Weltkrieg wegen Auswanderung und Landflucht stark rückläufig. Während der Badischen Revolution kam es im Mai 1849 zu Tumulten vor dem Unteren Schloss, wohin einige badische Offiziere im Gefolge von Friedrich, Sohn des badischen Großherzogs Leopold, geflohen waren. Der badische Artilleriehauptmann Großmann erschoss sich dabei im Garten des Schlosses wegen der Schmach der Auflösung seiner Truppe.
Von 1825 bis zu seinem Tod 1865 lebte Johann Georg Haueisen in Bonfeld, ein gegen Ende seines Lebens sehr bekannter evangelischer Laientheologe und Erweckungsprediger, der der Hahn’schen Gemeinschaft angehörte. Sein Grab befindet sich auf dem Bonfelder Friedhof.
Der rein landwirtschaftlich geprägte Marktflecken erhielt ab 1860 eine eigene Poststelle, an der zweimal täglich eine Personenpost mit Postkutschen verkehrte. Die grundherrschaftlichen Güter wurden ab 1875 größtenteils an die Heilbronner Zuckerfabrik verpachtet. 1897 erhielt Bonfeld eine Wasserleitung. Ab 1907 wurde Bonfeld von einer Linie der Kraftpost versorgt. Bereits 1893 hatte die Gemeinde beschlossen, eine direkte Verbindungsstraße ins benachbarte Fürfeld zu bauen, das bislang nur über Umwege zu erreichen war. Der Bau der Straße verzögerte sich jedoch mehrfach bis 1924. Im Jahr 1933 wurden 916, 1939 wurden 942 Einwohner gezählt.

### Jüngere Vergangenheit

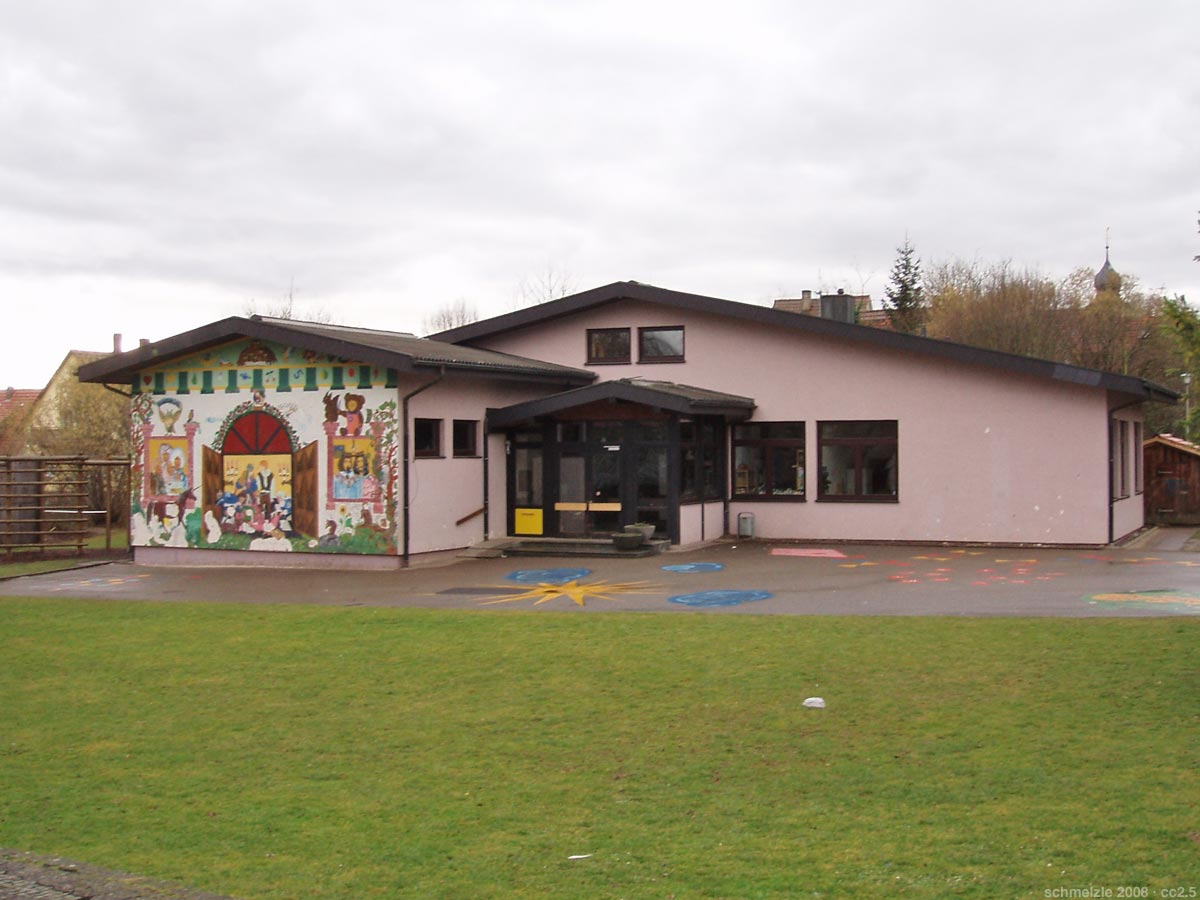
Das Schulhaus wurde 1972 errichtet und 1989 erweitert

Direkt nach dem Zweiten Weltkrieg wurden das Untere Schloss, Schule, Pfarrhaus und zwei Privathäuser für rund vier Monate mit rund 950 früheren Zwangsarbeitern belegt, die die Gebäude verwüsteten. Zwischen Februar und Juli 1946 wurden Bonfeld außerdem 225 aufzunehmende Ostflüchtlinge zugewiesen. Das Untere Schloss wurde 1956 durch einen Großbrand vollständig zerstört, seine Ruine wurde 1971 komplett abgetragen.
Nach dem Zweiten Weltkrieg wurde Bonfeld auch als Wohnort für Pendler der umliegenden Städte und Gemeinden attraktiv, so dass die Einwohnerzahl weiter anstieg. Zur Attraktivität von Bonfeld trug auch der Ausbau der B 39 in den Jahren 1965/66 sowie die Eröffnung des Teilstücks der A 6 von Heilbronn nach Mannheim 1968 bei. Beim Autobahnbau, der gleichzeitig mit einer großflächigen Flurbereinigung einherging, wurde der Verlauf der nur wenige Jahrzehnte zuvor erbauten Straße nach Fürfeld grundlegend geändert. 1969 wurde in Bonfeld eine Mehrzweckhalle eröffnet.
Im Zuge der Kreisreform Baden-Württemberg 1973 gab es im Vorfeld Überlegungen eines Zusammenschlusses von Bonfeld mit Fürfeld, Biberach und Kirchhausen, die vom Innenministerium mit der starken Orientierung Biberachs und Kirchhausens nach Heilbronn abgelehnt wurden. Daraufhin stand die Eingliederung nach Bad Rappenau oder Bad Wimpfen zur Wahl, wobei sich bei einem Bürgerentscheid im März 1972 eine Mehrheit für Bad Rappenau ergab. Bonfeld wurde daraufhin zum 1. November 1973 nach Bad Rappenau eingemeindet und hatte zu diesem Zeitpunkt 1309 Einwohner. Kurz nach der Eingemeindung wurden das alte Rathaus und das alte Schulhaus abgerissen. Für das an privat verkaufte historische Pfarrhaus entstand bis 1974 ein moderner Ersatz, auch ein neues Schulhaus wurde 1972 erbaut.
Beginnend in den 1960er Jahren entstanden nördlich um den Altort mehrere Neubaugebiete, deren Fläche inzwischen größer als die des Altorts ist. Südlich des Ortes liegt ein kleines Gewerbegebiet. Der älteste Gewerbebetrieb ist ein 1922 gegründetes Busunternehmen, das heute bei der ehemaligen Oberen Mühle ansässig ist. Im Gewann Ziegelhütte befand sich einst eine 1907 eingestellte Ziegelei, seit 1983 wird dort Mineralwasser gewonnen. 2005 lebten etwa 1800 Personen in Bonfeld.

### Jüdische Gemeinde
Bonfeld wird in der Wimpfener Judenordnung von 1598 erwähnt, so dass damals vermutlich schon zeitweilig Juden in Bonfeld gelebt haben. Durchgängig ist eine jüdische Gemeinde erst ab 1717 belegt, die 1780 eine kleine Synagoge errichtete und ihr Begräbnis auf dem Jüdischen Friedhof Heinsheim hatte. 1852 umfasste die Gemeinde 131 Personen. Die Bonfelder Juden bildeten eine selbstständige Religionsgemeinde, nachdem sie zuvor Filiale der Religionsgemeinde Massenbach/Massenbachhausen gewesen waren. Die jüdische Gemeinde verlor durch Ab- und Auswanderung ab der Mitte des 19. Jahrhunderts rasch an Größe und zählte 1886 noch 53, 1900 noch 44 und 1933 noch 40 Personen. Im Zuge der Novemberpogrome 1938 wurde die später abgerissene Synagoge vornehmlich durch auswärtige SA-Leute demoliert und mehrere Juden wurden misshandelt, woran ein Jude später starb. Etwa die Hälfte der jüdischen Gemeinde in Bonfeld konnte auswandern, die verbliebenen 20 Personen fanden bei der Deportation deutscher Juden 1941/42 den Tod.

## Politik
In reichsritterschaftlicher Zeit war der Schultheiß ein begüterter Bürger, der von der Ortsherrschaft eingesetzt wurde, um deren Verordnungen zu vollziehen. Ab dem Übergang zu Württemberg zu Beginn des 19. Jahrhunderts wurde der Schultheiß von den Einwohnern gewählt. Ab 1928 trug das Gemeindeoberhaupt den Titel Bürgermeister. Nach 1945 setzte die amerikanische Militärregierung den Kaufmann Reinhard Volpp als Bürgermeister ein, der im März 1948 von der Bevölkerung für sechs Jahre gewählt wurde und bis 1950 auch gleichzeitig Bürgermeister von Fürfeld war. Ihm folgte 1954 Helmut Krügel. Bei der letzten Bürgermeisterwahl in Bonfeld wurde Krügel 1962 für zwölf Jahre im Amt bestätigt, die er jedoch nicht mehr erfüllen konnte, da Bonfeld 1973 seine Selbstständigkeit aufgab.
Durch die in Bad Rappenau eingeführte Unechte Teilortswahl hat jeder Stadtteil eine genau festgelegte Zahl von Sitzen im Gemeinderat. In Fürfeld gibt es außerdem einen Ortschaftsrat, in den anderen eingemeindeten Teilorten wie Bonfeld gibt es keine solchen Gremien. Für Amtsgeschäfte steht jeweils ein Bürgerbüro zur Verfügung.

### Wappen und Flagge

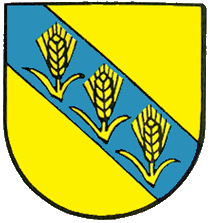
Wappen von Bonfeld

Die Blasonierung des Bonfelder Wappens lautet: In Gold ein blauer Schrägbalken, belegt mit drei pfahlweis gestellten goldenen Ähren.
Die Gemeinde nahm das Wappen auf Grundlage eines Vorschlags der württembergischen Archivdirektion im Jahr 1938 an; ein früheres Wappen Bonfelds ist nicht bekannt. Der im Vorschlag der Archivdirektion enthaltene blaue Pfahl wurde durch einen Schräglinksbalken ersetzt. Die Ähren sollen auf den landwirtschaftlichen Ortscharakter hinweisen, die Farben Gold und Blau sind die Gemmingenschen Farben. 1939 nahm Bonfeld die Flaggenfarben Gelb-Blau an. Wappen und Flagge wurden der Gemeinde am 22. Februar 1963 vom baden-württembergischen Innenministerium verliehen.

## Einwohnerentwicklung
| - 1795: 932 - 1807/08: 1010 - 1819: 1059 - 1828: 1241 - 1839: 1345 - 1847: 1448 - 1858: 1430 - 1862: 1263 | - 1866: 1142 - 1877: 1126 - 1889: 1105 - 1907: 980 - 1922: 966 - 1936: 916 - 1939: 942 - 1950: 1187 | - 1957: 1225 - 1964: 1300 - 1971: 1300 - 1978: 1231 - 1987: 1431 - 1993: 1670 - 2000: 1694 - 2021: 1939 |

## Sehenswürdigkeiten

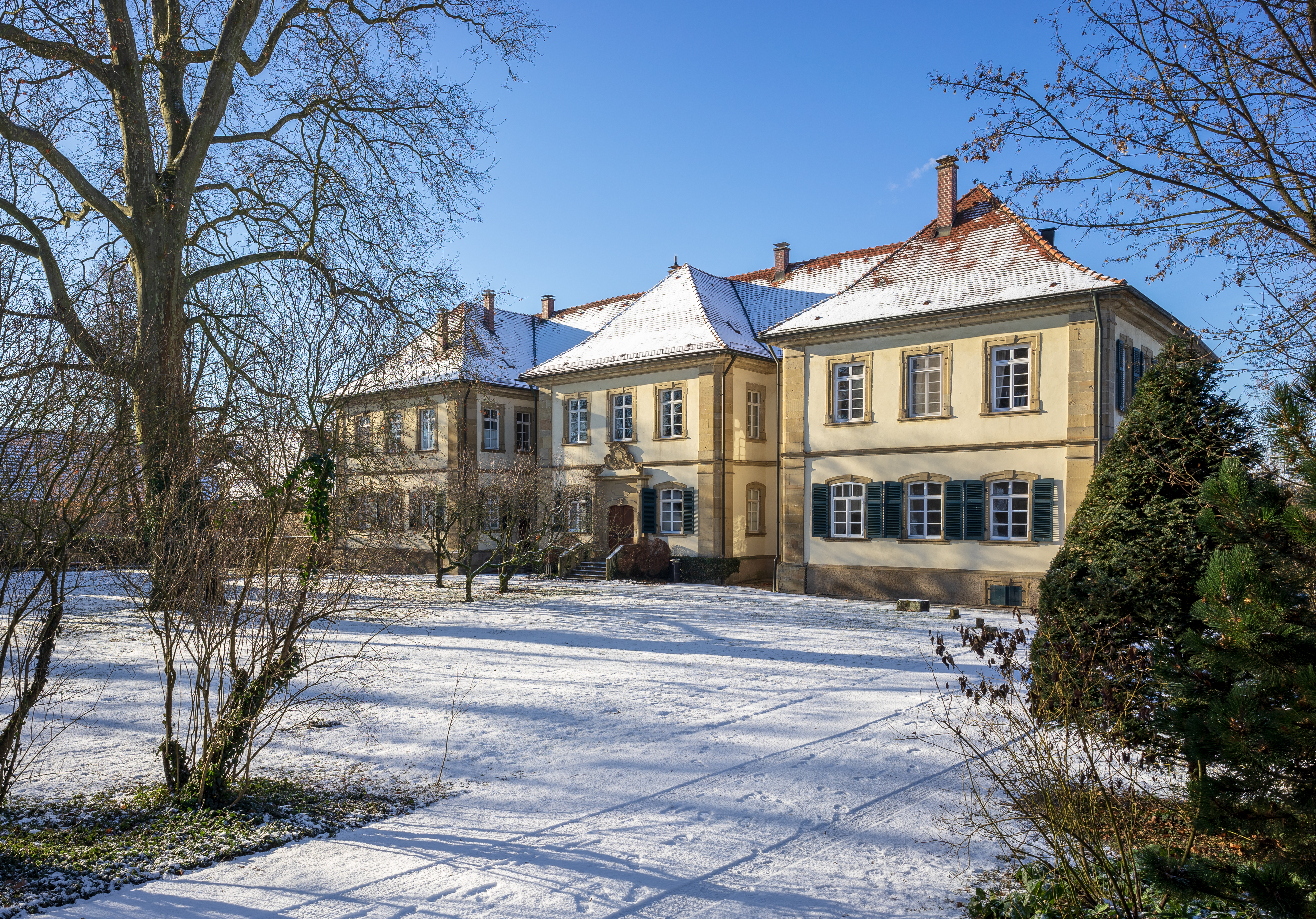
Oberes Schloss, Ostfassade

- Das Obere Schloss ist ein repräsentativer Bau von 1748 in ländlichem Barock, der durch Eckpilaster, Risalite und Gesimse gegliedert ist. Die großzügige doppelläufige Treppenanlage wird durch Steinvasen auf Balustraden geschmückt.
- Die Meierei beim Oberen Schloss enthält noch Bauteile des Renaissance-Schlosses sowie des Schlossbaus Philipps von Gemmingen aus dem Jahr 1718. Der Wasserturm, ein Treppenturm des Vorgängerbaus um 1565, wurde 1996 restauriert. In seinem Inneren befinden sich Fresken, seine Kuppel wird von einem Fächergewölbe gebildet. Auch Teile der umgebenden Wirtschaftsgebäuden datieren noch auf das 16. Jahrhundert.
- Vom Unteren Schloss sind lediglich noch einige Wirtschaftsgebäude, vor allem die große Fruchtscheuer, erhalten. Der Getreidespeicher wurde 1928 durch die Zuckerfabrik Heilbronn erbaut. Im seit der Sprengung des Schlosses 1971 zum öffentlichen Park umgenutzten Schlosspark wurden mehrere historische Wegmarken aufgestellt, außerdem das Bonfelder Sühnekreuz aus dem 15. oder 16. Jahrhundert mit eingemeißelter Schmiedezange.
- Ein weiteres Sühnekreuz von 1566 mit abgebildeter Schere stand am ehemaligen Fernverbindungsweg Wimpfen – Eppingen östlich von Bonfeld.[6]
- In der Schulstraße nahe dem Schlossgelände befinden sich zwei massive, ehemals der Ortsherrschaft sowie dem Ritterstift Wimpfen gehörende Zehntscheuern. Die ehemalige Herrschaftsscheuer wurde zu Wohnzwecken ausgebaut.

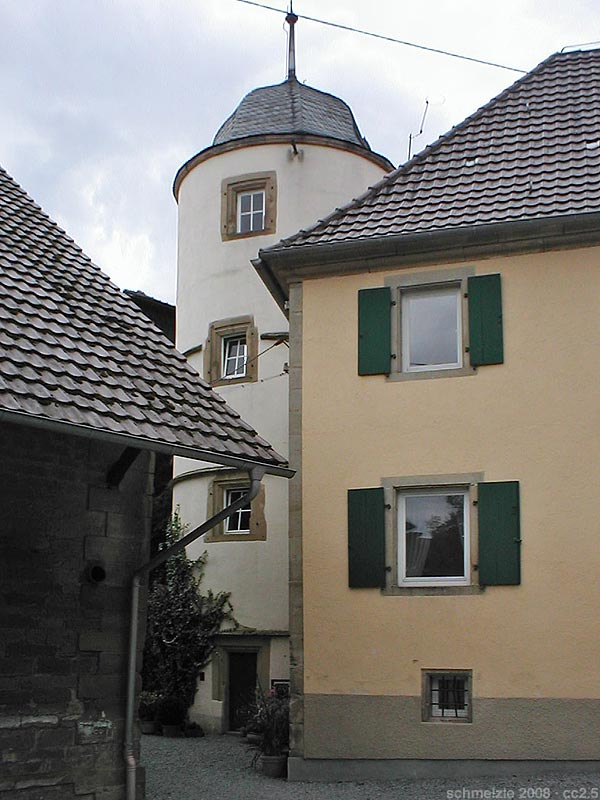
Wasserturm von 1565
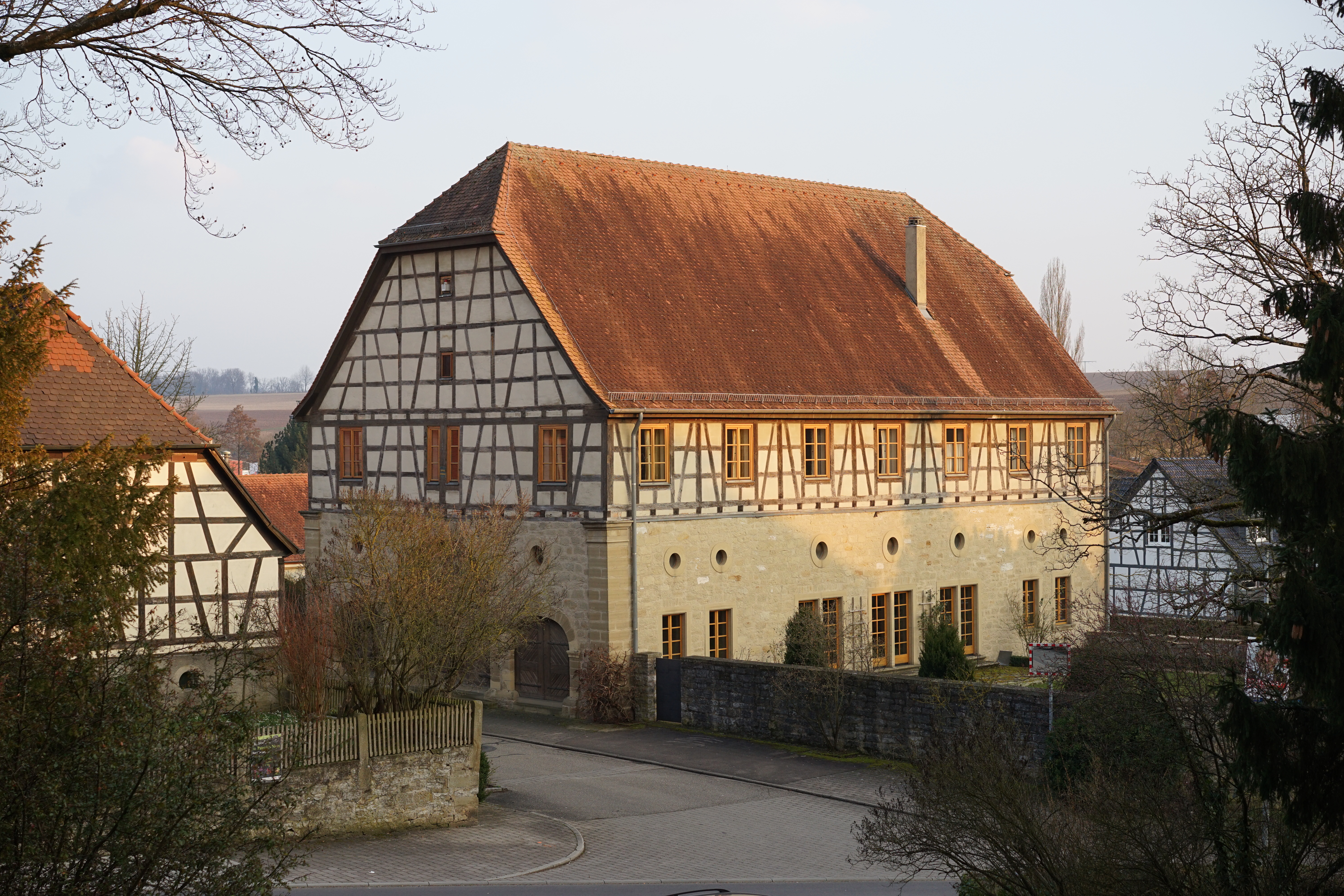
Ehemalige herrschaftliche Zehntscheune
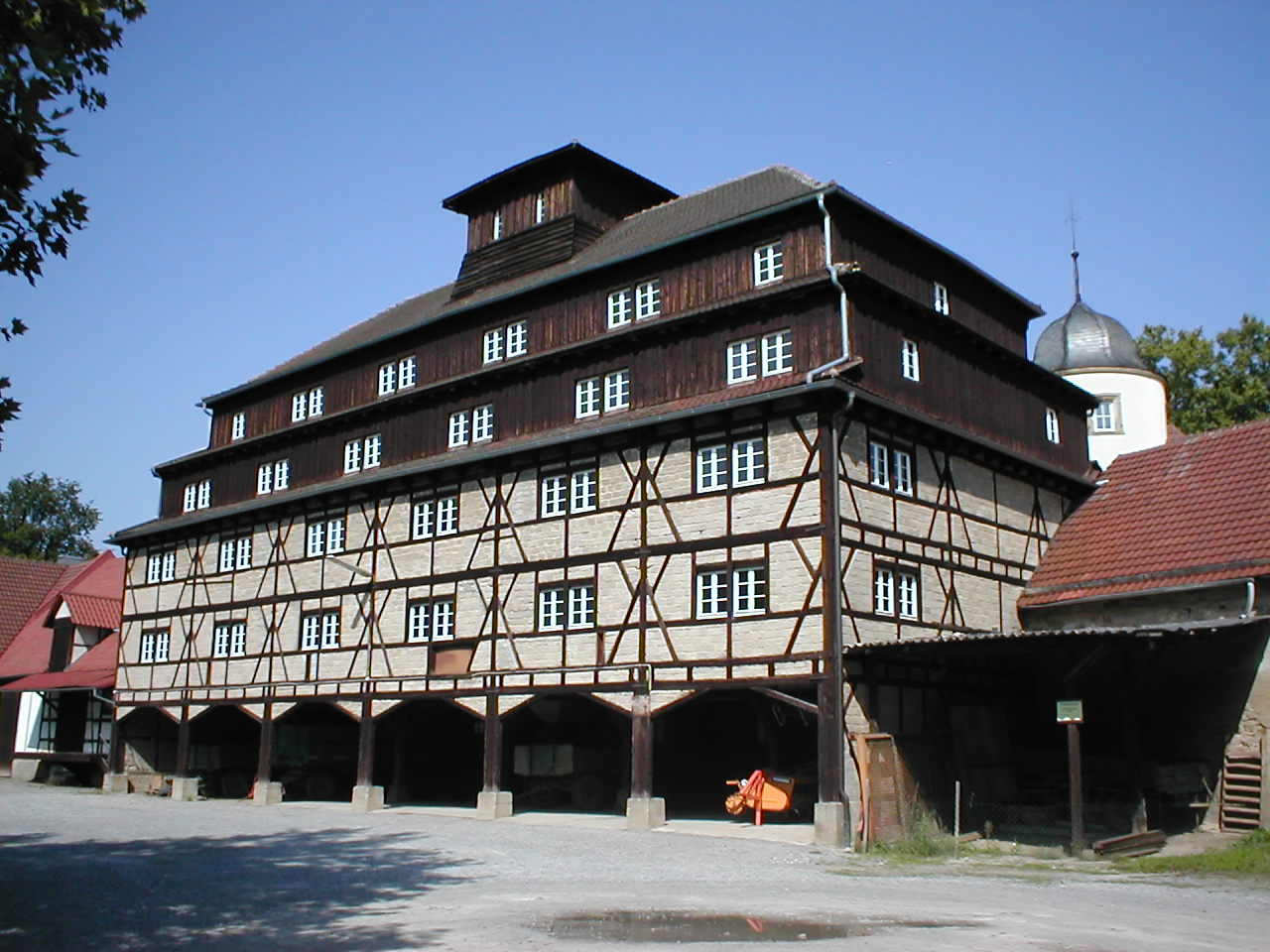
Getreidespeicher

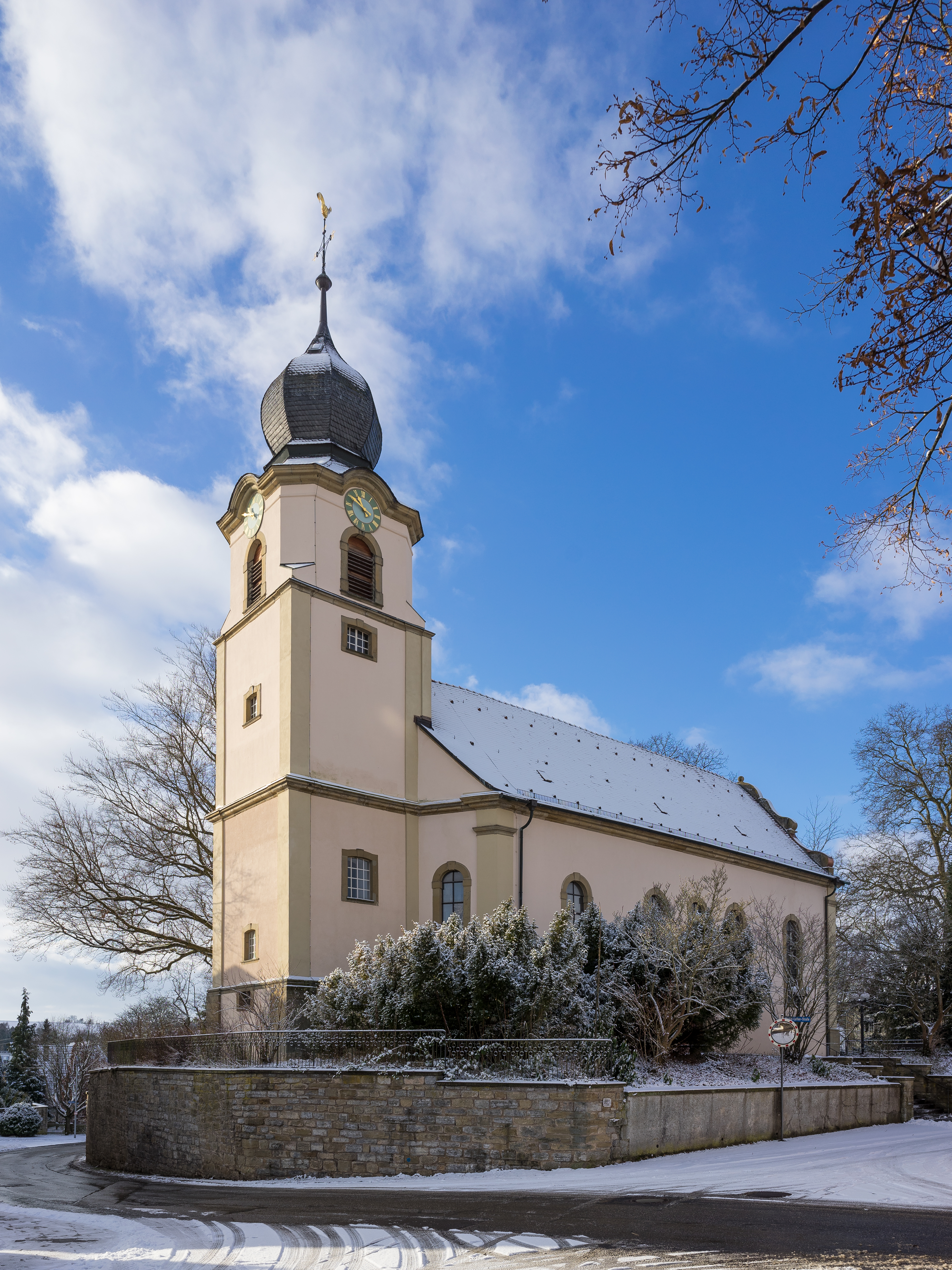
Evangelische Kirche

- Die Evangelische Kirche Bonfeld von 1774 ist ein barocker Bau, der einen bereits 1413 erwähnten Vorgängerbau ersetzte und dessen barocke Ausstattung bei einer Renovierung 1957/58 größtenteils entfernt wurde. Bei der Kirche befindet sich ein Kriegerdenkmal von 1923 von Albert Volk aus Weinsberg, das 1961 von Adolf Schmid aus Konstanz um das Gedenken an die Gefallenen des Zweiten Weltkriegs erweitert wurde.[7]
- Das ehemalige Pfarrhaus gegenüber der Kirche ist ein Fachwerkgebäude von 1758.
- Auf dem Bonfelder Friedhof befinden sich im so genannten Baronenviertel mehrere historische Grabmale der Freiherren von Gemmingen-Guttenberg, außerdem eine Erinnerungstafel an den badischen Hauptmann Grossmann, der sich 1849 in Bonfeld erschossen hatte.

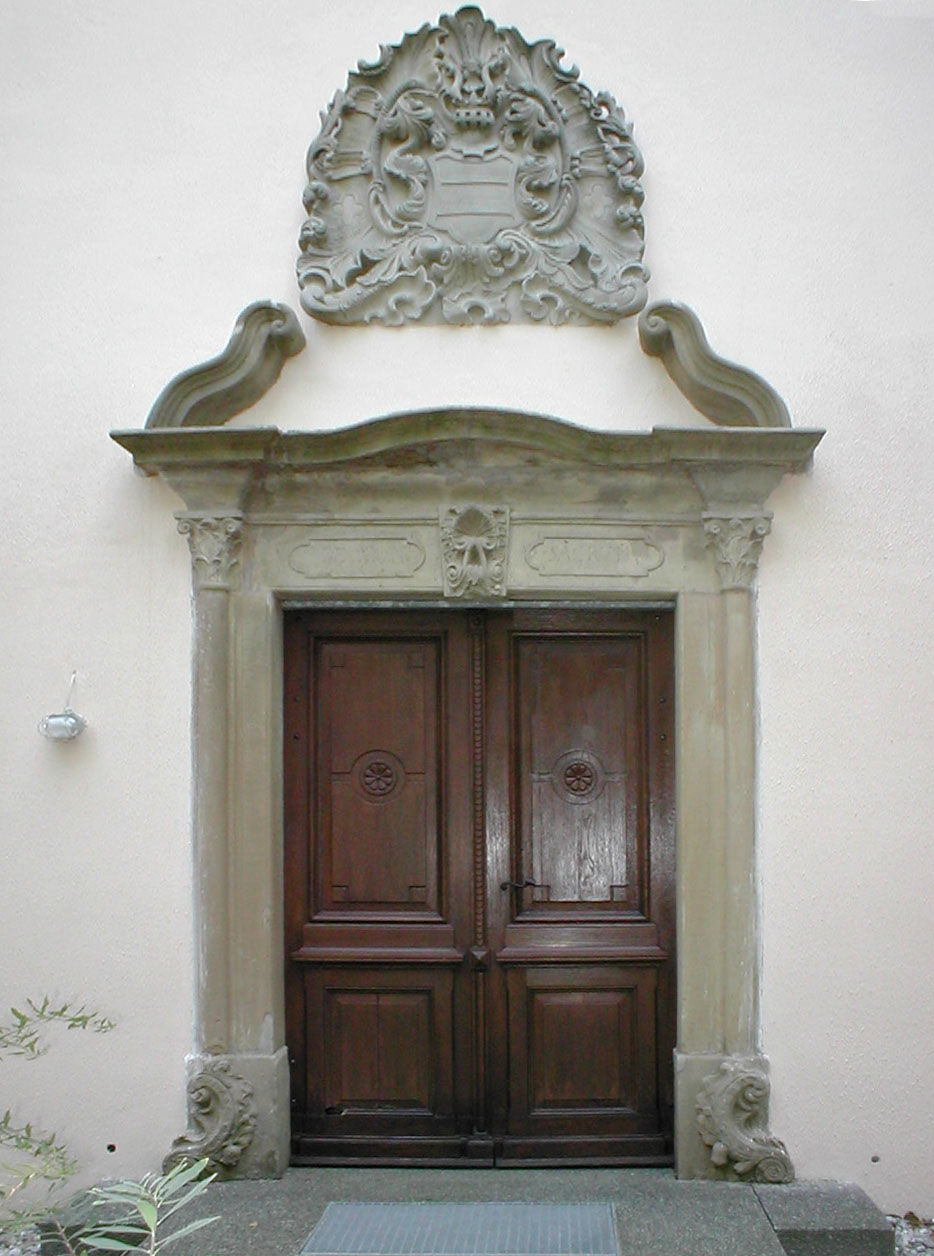
Hauptportal der Kirche mit Gemmingenschem Wappen
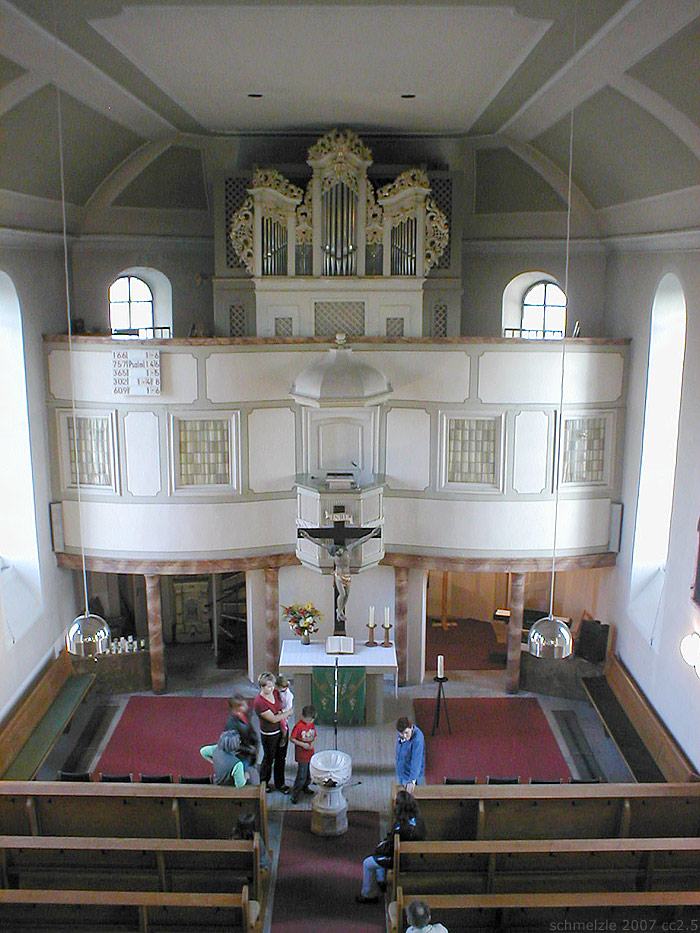
Innenraum der ev. Kirche
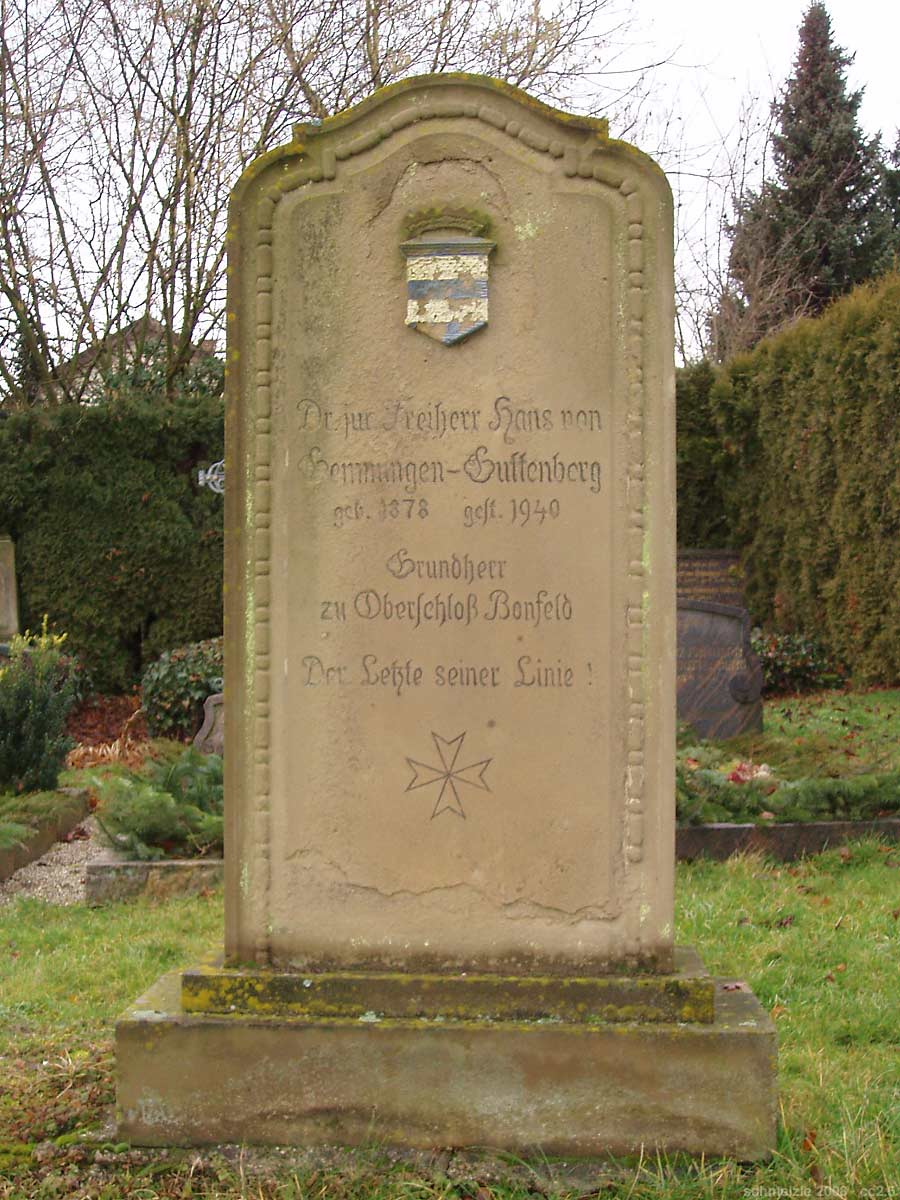
Grabmal des Hans von Gemmingen-Guttenberg
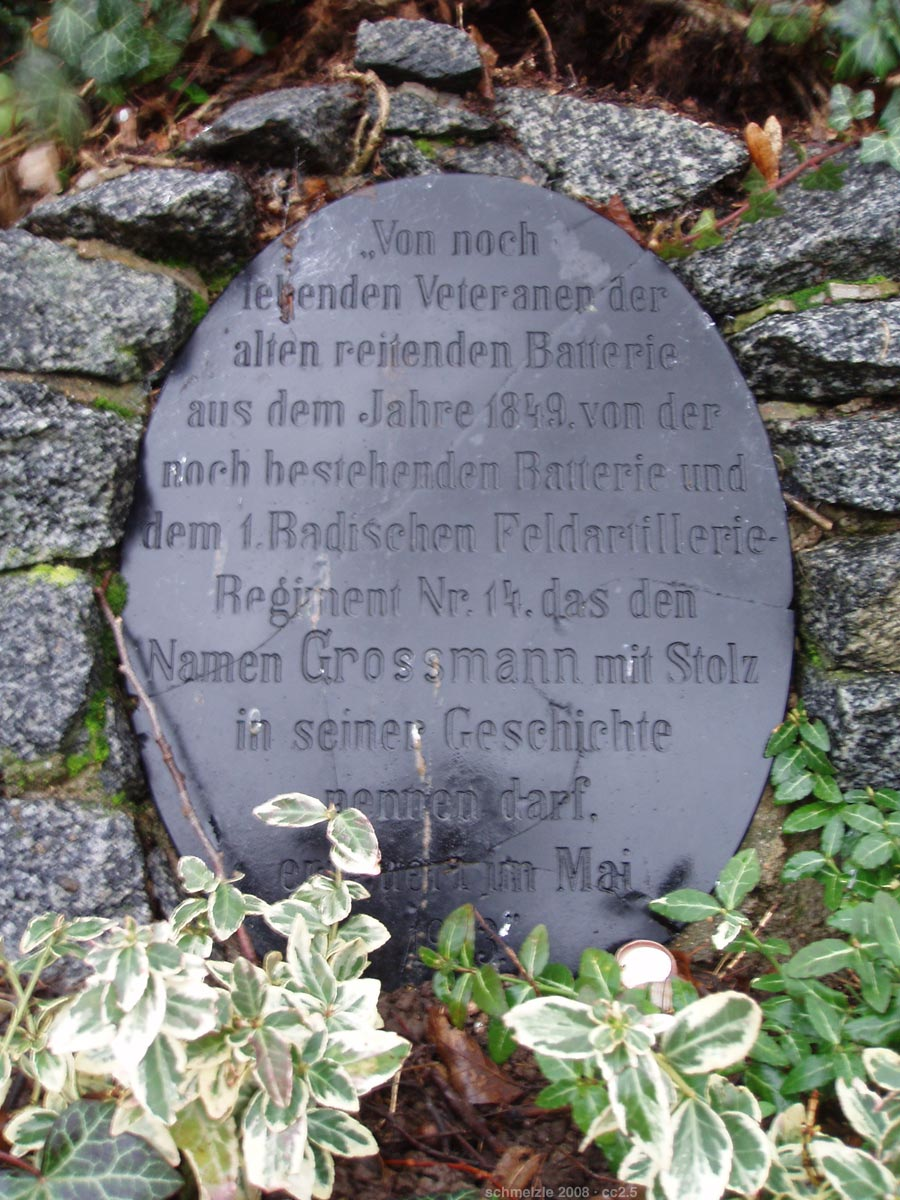
Grossmann-Erinnerungstafel

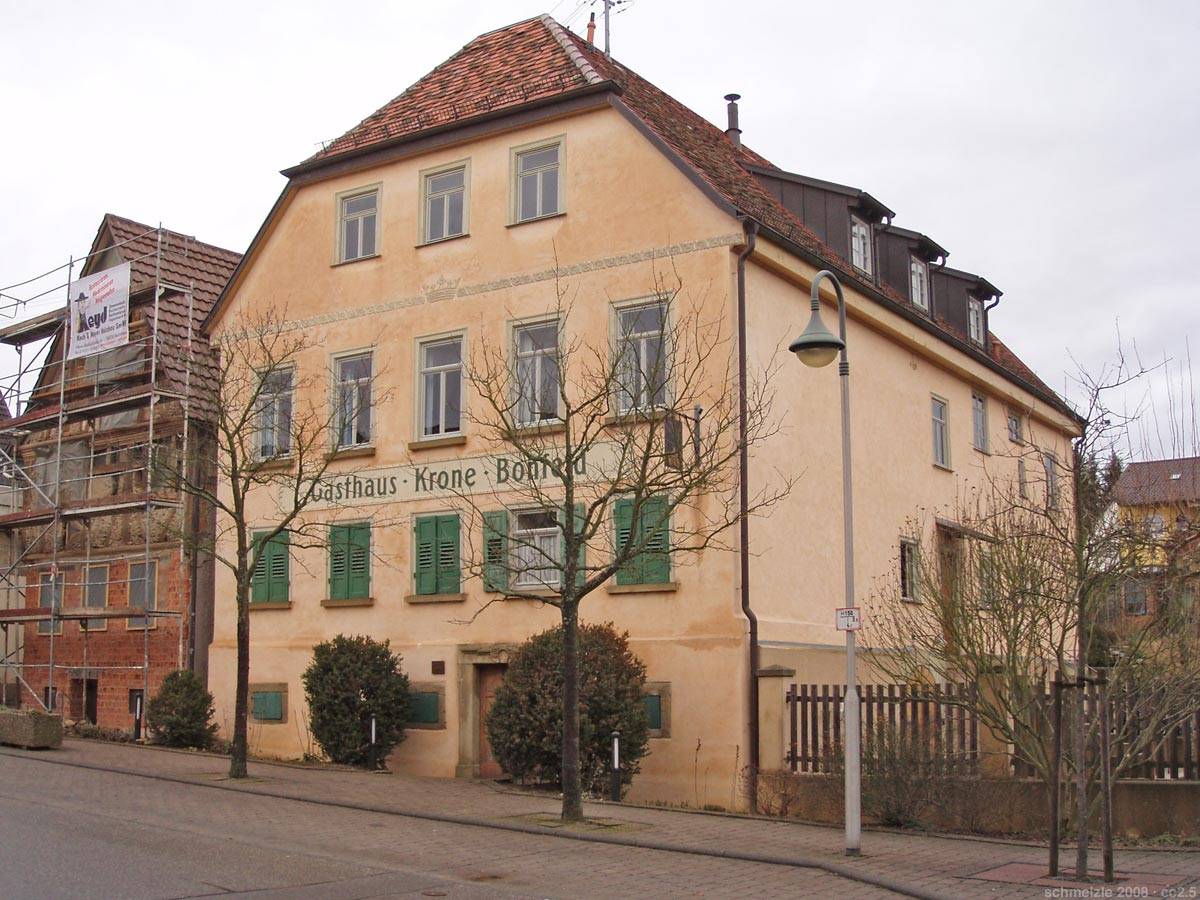
Historisches Gasthaus Krone

- Im Ort befinden sich weitere historische Gebäude, neben verschiedenen im Kern auf das 18. Jahrhundert datierende Wohngebäuden auch das historische Gasthaus Krone, dessen Portal auf 1786 datiert ist und das 2003 mit dem Denkmalschutzpreis Baden-Württemberg ausgezeichnet wurde. In Bonfeld gibt es außerdem weitere historische Gasthäuser, die jedoch überwiegend inzwischen als Wohnhäuser genutzt werden. Das ehemalige Gemeindebackhaus von 1841 dient heute als Garage.
- Die Obere Mühle wurde bereits 1513 erwähnt und war ursprünglich Bannmühle der Ortsherrschaft. 1709 wurde die Mühle erneuert, 1712 wurde stromabwärts am Böllinger Bach noch die Untere Mühle erbaut. Beide Mühlen durchliefen bis in die Gegenwart verschiedene Besitzerwechsel und Umbauten. Nachdem der Lauf des Böllinger Baches bei den Straßenbauten um 1970 verändert wurde, wurde die dadurch nicht mehr am energiespendenden Gewässer liegende Obere Mühle stillgelegt.
- Der Eichhäuser Hof ist ein um 1850 entstandenes ehemaliges Hofgut der Herren von Gemmingen, auf dem bis in die 1980er Jahre Getreideanbau und Viehwirtschaft, anschließend auf einer rund 30 Hektar großen Plantage auch Obstbau betrieben wurde. In die heutige Gartengestaltung des Hofes sind Überreste des Portals vom 1956 abgebrannten und 1971 gesprengten Unteren Schloss eingegangen.

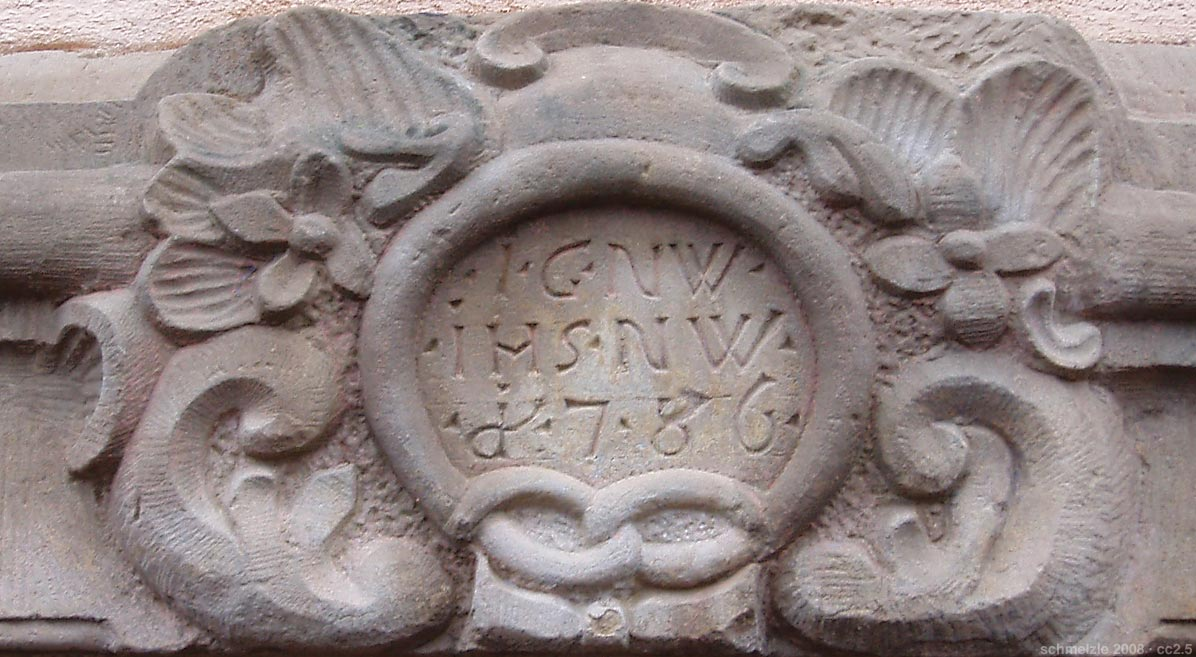
Portaldetail Gasthaus Krone
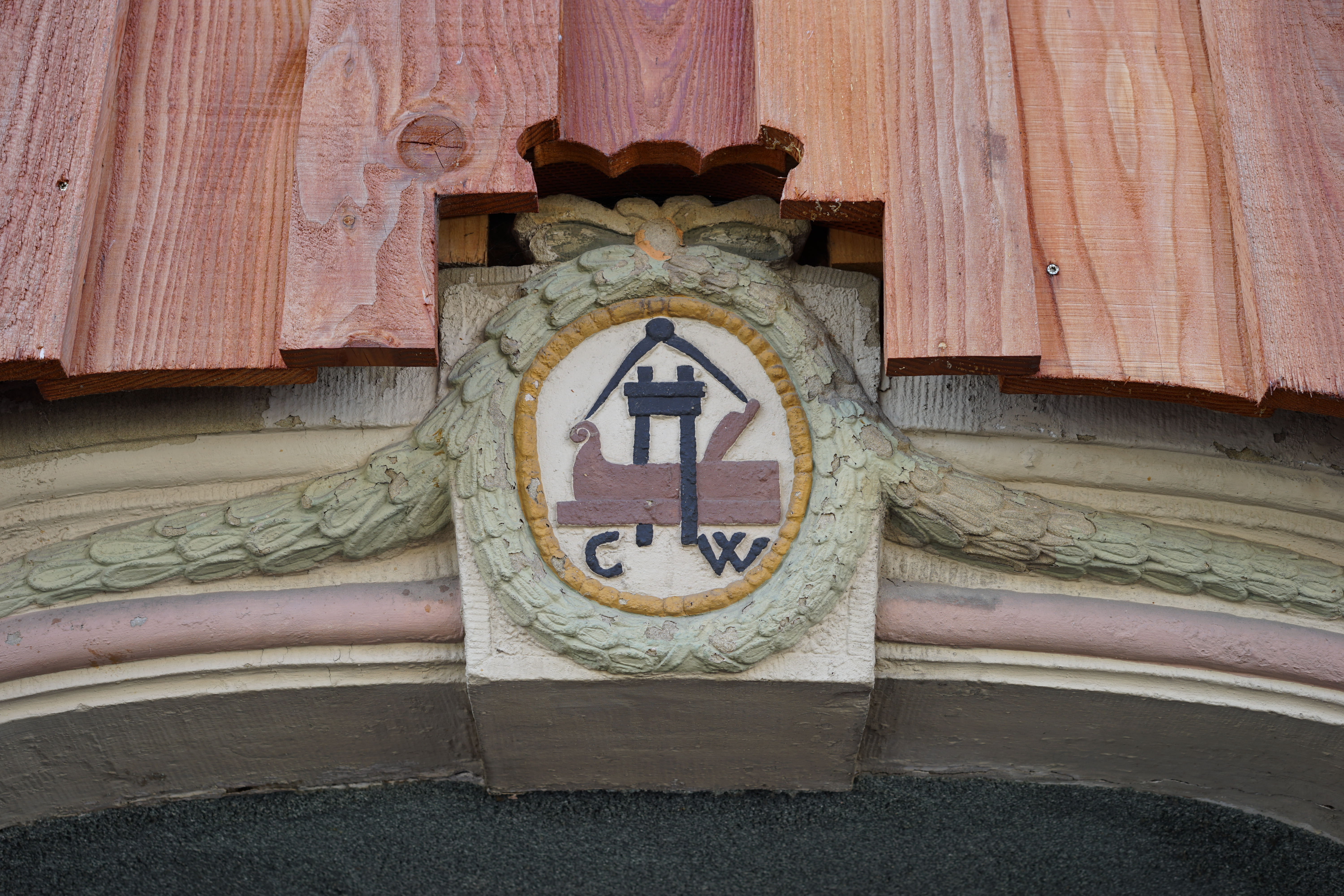
Portaildetail Bürgerhaus (Rappenauer Straße 12)
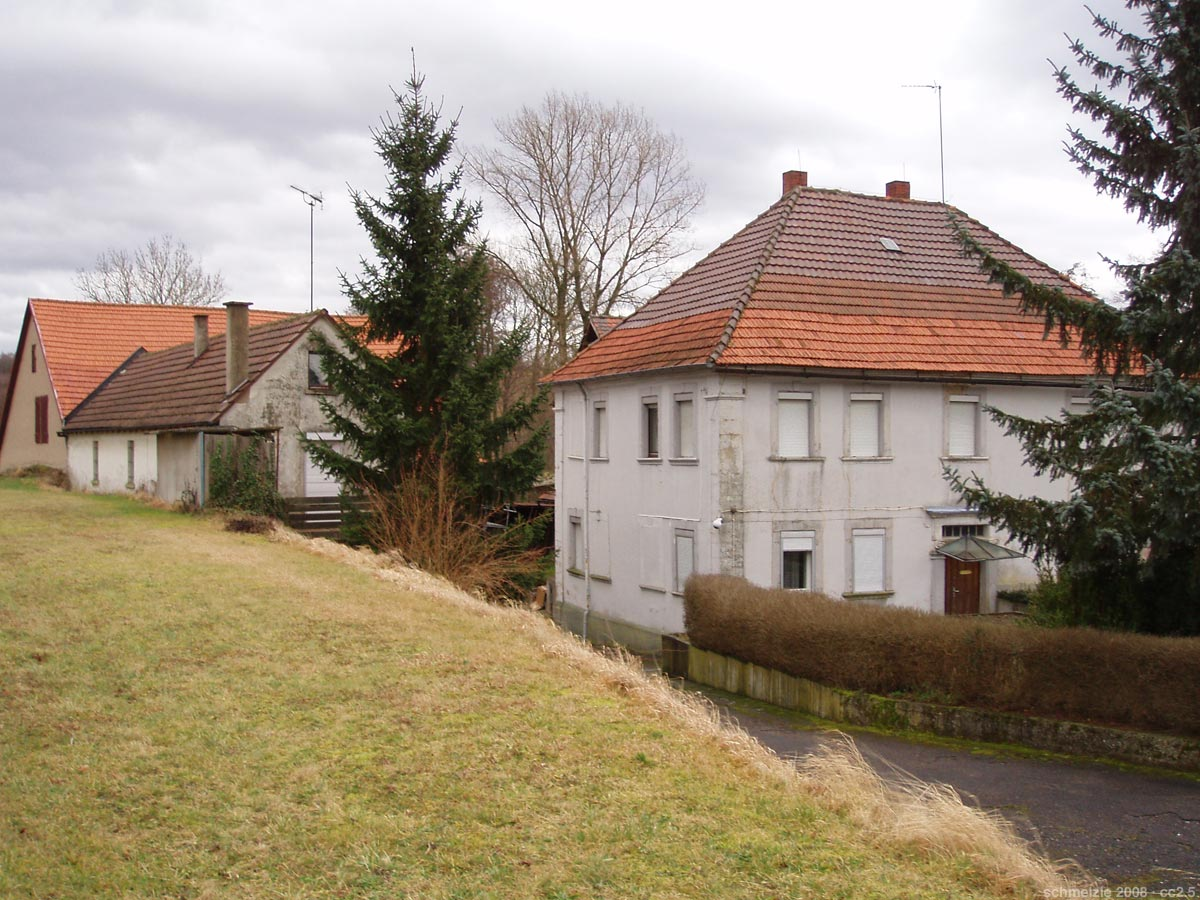
Obere Mühle
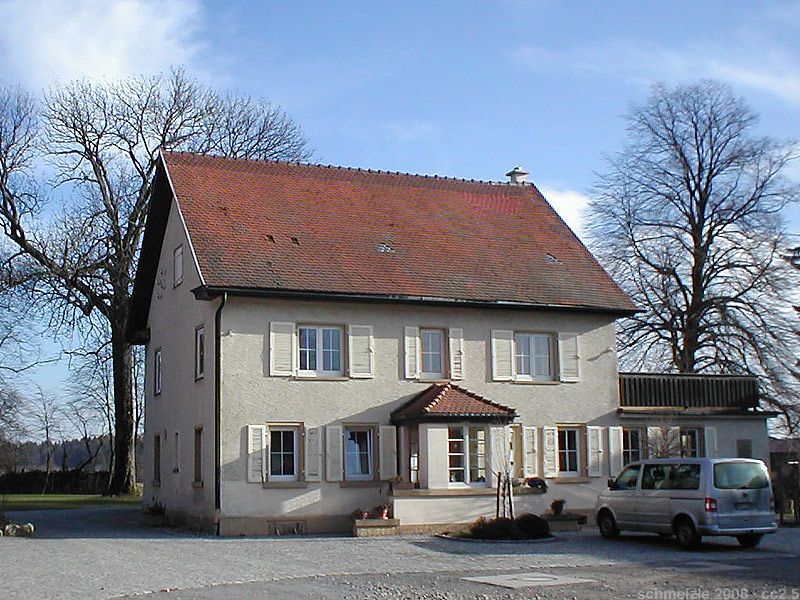
Hauptgebäude des Eichhäuser Hofes

## Verkehr
Die Bundesstraße 39 verläuft in unmittelbarer Nähe und verbindet Bonfeld mit den umliegenden Gemeinden und Städten. Zudem ist Bonfeld über die Autobahn A6, die südlich des Ortes verläuft, schnell mit dem PKW erreichbar.
Der öffentliche Personennahverkehr wird durch die Buslinien 683 und 685 gewährleistet, die Bonfeld mit dem Bahnhof in Bad Rappenau und den benachbarten Orten verbinden. Es gibt Fahrradwege nach Fürfeld, Bad Rappenau, Biberach und Bad Wimpfen.

## Regelmäßige Veranstaltungen
Im Bonfelder Schlosshof fand von 2001 bis 2012 das jährliche Folkfestival Folk im Schlosshof statt, das sich von bescheidenen Anfängen zum größten Irish-Folk-Festival in Süddeutschland entwickelte. Dort spielten u. a. The Levellers, The Dubliners, Battlefield Band und Colin Wilkie. Aus personellen Gründen endete die Festivalreihe 2012. Ihre Nachfolge hat das für Juli 2014 erstmals angekündigte Blacksheep Festival angetreten, das in leicht verändertem Rahmen im Schlosshof künftig jährlich ein breiteres Spektrum an Bands bieten möchte.